# Psaironeura bifurcata
Psaironeura bifurcata är en trollsländeart som först beskrevs av Sjostedt 1918.  Psaironeura bifurcata ingår i släktet Psaironeura och familjen Protoneuridae. Inga underarter finns listade i Catalogue of Life.